# Franz Adam von Waldstein-Wartenberg

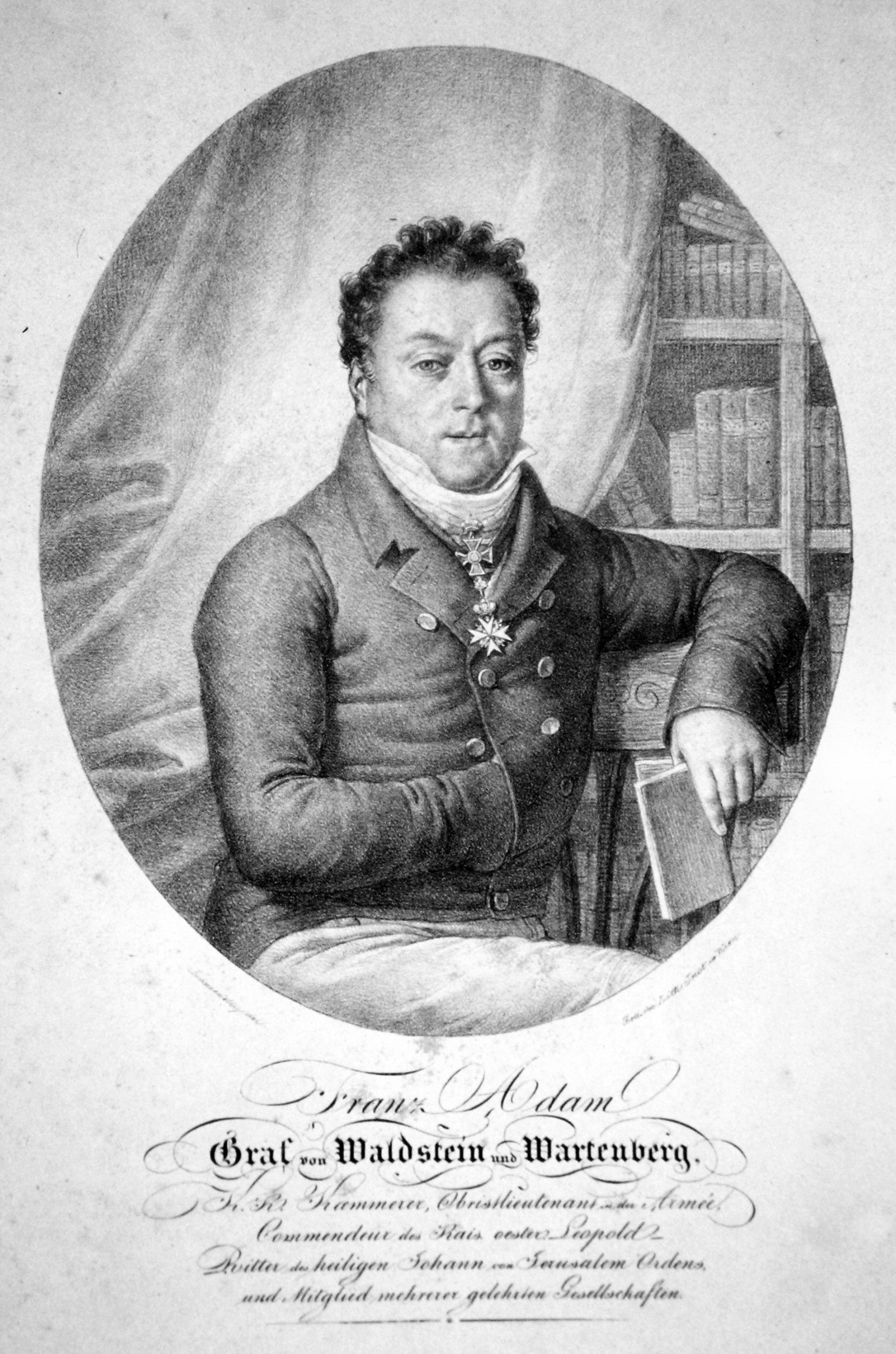
Franz Adam Graf von Waldstein, Lithographie von Josef Lanzedelli d. Ä.

Franz de Paula Adam Norbert Wenzel Ludwig Valentin von Waldstein-Wartenberg (* 14. Februar 1759 in Wien; † 24. Mai 1823 in Oberleutensdorf, Böhmen) war ursprünglich ein österreichischer Militär, dann k.k. Kämmerer, Botaniker, Forscher und Naturwissenschaftler. Sein offizielles botanisches Autorenkürzel lautet „Waldst.“  

## Biografie
Franz Adam war der dritte Sohn von Emanuel Philibert von Waldstein-Wartenberg und dessen Frau Maria Anna Theresia von Liechtenstein. Er war mit Carolina Ferdinandi (1777–1844) verheiratet. Als Soldat nahm er am Krieg gegen die Türken und in Russland teil. Er widmete sich von 1789 an der Botanik und reiste mit Paul Kitaibel (1757–1817) durch Ungarn. Sein Herbarium ist in Prag archiviert.
Zusammen mit Kitaibel ist er der Hauptautor von Francisci comitis Waldstein… et Pauli Kitaibel … Descriptiones et icones plantarum rariorum Hungariae (M.A. Schmidt, Wien, drei Auflagen 1802–1812; Folio (465 × 332 mm)).
Seine Witwe Carolina ließ 1823 auf dem Friedhof der Pfarrkirche St. Michael in Oberleutensdorf die Gräflich Waldsteinische Gruftkapelle errichten. Das für 1000 Gulden geschaffene Denkmal für Franz Adam von Waldstein ist ein Werk des Dresdner Bildhauers Franz Pettrich.
Franz Adam von Waldstein-Wartenberg war der Bruder von Joseph Karl Emanuel, Johann Friedrich und Ferdinand Ernst von Waldstein und Wartenberg.

## Werk
Das Buch hat für die Flora von Mitteleuropa Bedeutung und ist prächtig ausgestattet; die Tafeln, 16 davon in Doppelformat, sind von Hand koloriert. Die Descriptiones et Icones sind außerordentlich selten; sie gehören zu den Raritäten der botanischen Literatur; insbesondere gilt dies für den letzten, in den Napoleonischen Kriegswirren erschienenen Band.

## Ehrungen
1804 wurde er zum auswärtigen Mitglied der Göttinger Akademie der Wissenschaften gewählt. Seit 1814 war er Ehrenmitglied der Bayerischen Akademie der Wissenschaften.
Die Pflanzengattung Waldsteinia Willd. aus der Familie der Rosengewächse (Rosaceae) ist nach ihm benannt worden.  Auch die Benennung der Waldstein-Glockenblume (Campanula waldsteiniana) geschah ihm zu Ehren.